# Matasuegras

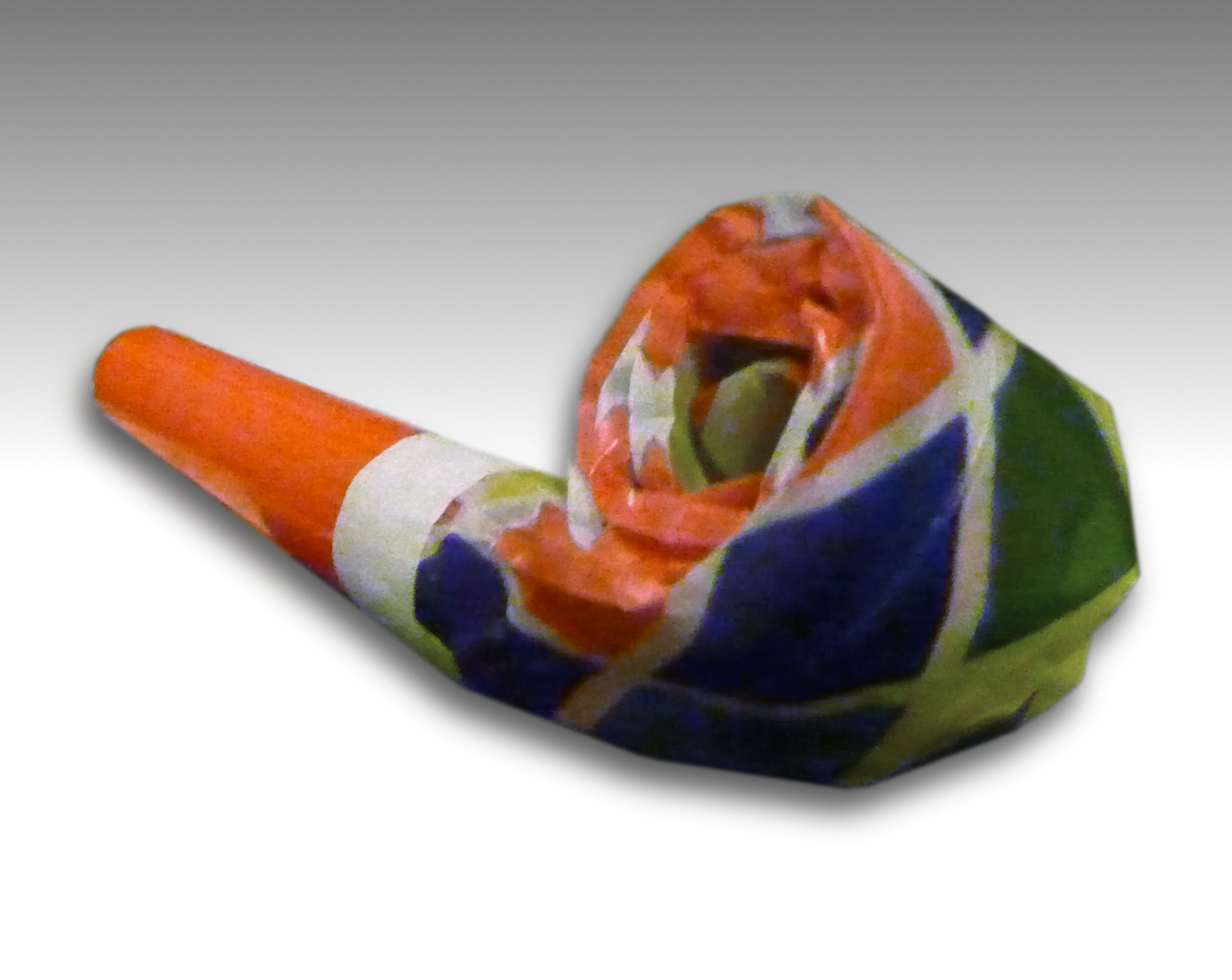
Espantasuegras

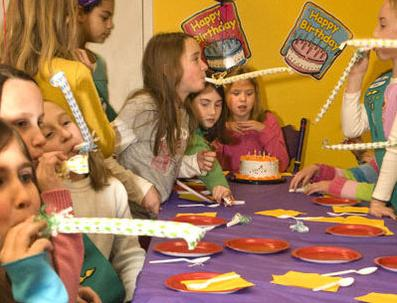
Niños tocando matasuegras en fiesta de cumpleaños.

El matasuegras (espantasuegras en México y otros países hispanoamericanos) es un juguete formado por un tubo cerrado y enrollado de papel y una boquilla por la que se sopla para que se produzca un sonido y se desenrosque el tubo. El matasuegras se emplea en fiestas y es habitual en bolsas de cotillón, acompañando a otros elementos, como confeti, serpentinas, etc.
El tubo del matasuegras suele albergar en su interior una banda metálica o de plástico que se encarga de hacer recuperar su posición de reposo al juguete una vez se ha dejado de soplar por su boquilla.
En ocasiones los matasuegras van acoplados a máscaras.